# Ibaialde

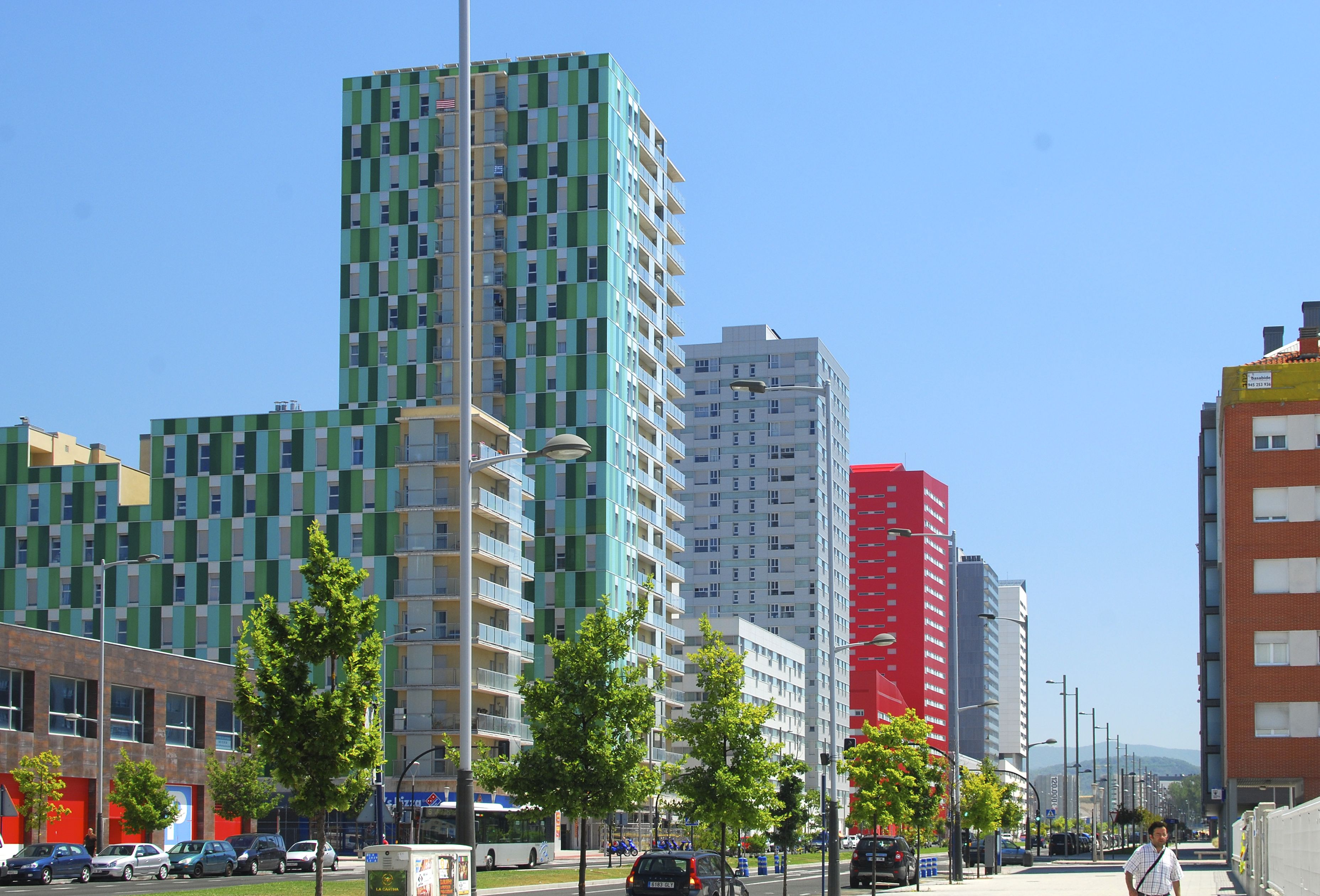
Ibaialde.

Ibaialde és un nou barri de Vitòria en el Pla General d'Ordenació Urbana de 2000 que es troba dins el sector de Salburua. Limita amb Salburua al nord, amb Arkaiate a l'est, Santo Tomas a l'est i amb Larrein al sud.
El barri començà a construir-se el 2006 i s'entregaren les primeres cases el 2008, però amb la crisi econòmica s'aturà la construcció i fins al 2010 no es construí la resta del barri. S'ha construït alguns gratacels a Salburua Boulevard.

## Edificacions
En total s'ha construït al barri 1.679 edificis:
| Sector   | Superfície | Total d'habitatges | Protecció oficial | Lliures |
| -------- | ---------- | ------------------ | ----------------- | ------- |
| Ibaialde | 266.637 m² | 1.679              | 1.231             | 448     |